# Excastra albopilosa
Excastra albopilosa (лат.) — вид жуков-усачей, единственный в составе рода Excastra из подсемейства ламиин (Lamiinae, Cerambycidae). Обитает в Австралии. Жук сильно мохнатый (покрыт длинными беловатыми волосками), и предполагается, что он эволюционировал, имитируя насекомое, погибшее от энтомопатогенного грибка, чтобы отпугивать хищников.

## Этимология
Родовое название Excastra в переводе с латыни означает «из лагеря», а видовой эпитет albopilosa переводится как «белый и волосатый».

## Распространение
Обитает в Квинсленде на востоке Австралии, в кемпинге Бинна Бурра Лодж на территории национального парка «Ламингтон»).

## Описание
Длина 9,7 мм. Усики 11-члениковые. Отличается от всех известных австралийских родов Lamiinae сочетанием следующих признаков: полностью разделенные глазные доли; отсутствие апикального киля на скапусе; суммарная длина 3 и 4 сегментов усиков значительно короче 5—11 вместе взятых; широкий боковой бугорок на переднеспинке; булавовидные бедра; парные шпоры передних голеней; закрученные спирали удлиненных волосков, сосредоточенные вокруг головы, переднеспинки и передней трети надкрылий. От близкого рода Microlamia отличается следующими признаками: пронотум с широким боковым бугорком; опушение состоит из густых скоплений очень длинных прямых волосков, закрученных в шпили на голове, груди и надкрыльях, с рассеянными длинными прямыми волосками по всему телу, включая ноги и усики.
Основная окраска покровов чёрная, но она почти незаметна из-за белого опушения; лабрум и пальпы красновато-коричневые, мандибулы черные; скапус усика преимущественно черный, красновато-оранжевый базально и дорсодистально; медиальная продольная красновато-оранжевая полоса на каждом надкрылье, начинается примерно на 0, 25× длины надкрылья и тянется к вершине, постепенно сужается кверху, прежде чем расшириться и занять апикальную область, остальная часть надкрылья черная; ноги преимущественно красновато-оранжевые, немного черного на вентральной поверхности всех бедер, относительно небольшая на переднем бедре, простирающаяся до задней и дорсальной поверхностей заднего бедра, лапки дорсально черные и тускло-желтые вентрально.
Ничего не известно о биологии вида. Типовой экземпляр был найден отдыхающим на листе Lomandra sp. (Asparagales: семейство Спаржевые) на территории кемпинга. Вероятно, это случайная связь, поскольку ломандра не является растением-хозяином для других австралийских Cerambycidae.
Жук мохнатый (покрыт длинными беловатыми волосками), и считается, что он эволюционировал, имитируя насекомое, погибшее от энтомопатогенного грибка, чтобы отпугивать хищников.